# Gilbert Meriel
Gilbert Meriel (ur. 11 listopada 1986 w Tahiti) – tahitański piłkarz grający na pozycji bramkarza, reprezentant Tahiti.

## Kariera piłkarska
Gilbert Meriel karierę rozpoczął w 1995 roku w juniorach AS Vénus, gdzie grał do 2000 roku. Potem jeszcze grał w zespołach młodzieżowych Angers (2000–2003) i Carquefou (2003–2006). Karierę profesjonalną rozpoczął w 2006 roku w Carquefou. Potem grał jeszcze w AS Tefana (2010–2011), a od 2011 roku gra w AS Central Sport.

## Kariera reprezentacyjna
Meriel w reprezentacji Tahiti zadebiutował w 2013 roku i do tej pory rozegrał w niej 4 mecze. Brał udział w Pucharze Konfederacji 2013 w Brazylii. Wystąpił w ostatnim meczu reprezentacji na tym turnieju przeciwko reprezentacji Urugwaju dnia 23 czerwca 2013 roku na Itaipava Arena Pernambuco w Recife, który zakończył się porażką Tahitańczyków 0:8. W tym meczu Meriel obronił rzut karny wykonywany przez Andrésa Scottiiego, za co otrzymał oklaski na stojąco ze strony widzów.